# Mugga bathyalis
Mugga bathyalis är en ringmaskart som beskrevs av Holthe 1986. Mugga bathyalis ingår i släktet Mugga och familjen Ampharetidae. Arten har ej påträffats i Sverige. Inga underarter finns listade i Catalogue of Life.